# Wahlenbergia adamsonii
Wahlenbergia adamsonii är en klockväxtart som beskrevs av Thomas G. Lammers. Wahlenbergia adamsonii ingår i släktet Wahlenbergia och familjen klockväxter. Inga underarter finns listade i Catalogue of Life.